# 清水サバ
清水サバ（しみずさば）は、高知県土佐清水市で水揚げされるサバのブランド名。新鮮さがウリであり、刺身やタタキとして食べられる。年間を通して食べられ、旬は秋から冬にかけて。
足摺岬周辺の水深200メートルまでの大陸棚域に生息するゴマサバを、立縄漁という独特の漁法で一匹ずつ釣り上げる。漁船上ではサバが傷まないように、たも網ですくい、生け簀に入れて持ち帰る。港に着くと、漁協職員が駆け足で漁協の水槽に移す（地元で「サバダッシュ」と呼ばれる）。
釣り上げられた時のストレスから回復させるため、サバは水槽では1-2日休ませてから出荷する。関西などには生きたまま活魚車で陸送され、首都圏には鮮度・食味保持のため血抜きなどの活〆処理されたうえで空輸されることが多い。
2000年に商標登録され、2011年には環境に配慮した漁業であることを示すMEL（マリン・エコラベル・ジャパン）認証を取得した。
重労働と高齢化で従事者が減っているため（2024年時点で11人）、漁具の製作・修繕は引退した元漁師に分業してもらうなどして、若者の呼び込みが図られている。

## 参考記事
- 【食のフロンティア】鮮度磨く「土佐の清水さば」漁師とOB、一丸で活性化『日経MJ』2018年3月19日（フード面）